# Waldemar Haffkine

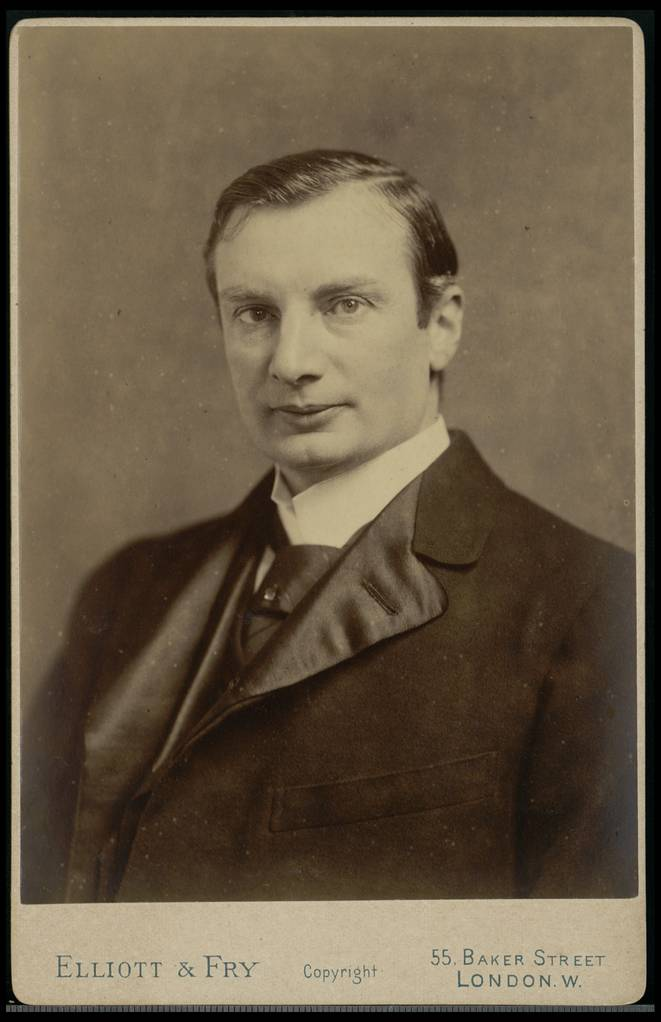
Waldemar Haffkine

Waldemar Mordecai Haffkine (russisch Владимир Аронович Хавкин; Wladimir Aronowitsch Chawkin; * 15. März 1860 in Odessa, Russisches Kaiserreich; † 25. Oktober 1930 in Lausanne) war ein britisch-russischer Bakteriologe.

## Leben
Haffkine wurde als Sohn des Kaufmanns Aaron Haffkine und seiner Frau Rosalie (geb. Landsberg) in einer jüdischen Familie in Odessa geboren. Seine Mutter starb früh und die Familie zog nach Berdjansk, wo Haffkine das Gymnasium besuchte. Von 1879 bis 1883 studierte er an der Universität Odessa Naturwissenschaften. Er studierte dort unter anderem bei Ilja Metschnikow (1845–1916). an der Universität Odessa, promovierte 1883 und fand eine Anstellung im Zoologischen Museum der Universität (1882–1888), wo er auch Labor betrieb und Ernährung und Vererbung bei Einzellern untersuchte. Wegen seiner jüdischen Abstammung hatte Haffkine keine Aussicht auf eine akademische Karriere in Russland und ging Nach einigen Aufsätzen zur Physiologie ging Haffkine erst an die Universität Basel, um unter Ugo Schiff, dann an die Universität Paris, um unter Louis Pasteur zu arbeiten. In Paris machte er seine wichtigsten Entdeckungen zur Entwicklung eines Impfstoffs gegen die Cholera.:S. 127
1893 ging er nach Indien, wo er 45.000 Menschen gegen Cholera impfte. Er reduzierte dadurch die Todesrate um 70 Prozent. Von 1895 an arbeitete Haffkine als erster mit einer Schutzimpfung gegen Cholera und an einem Pestimpfstoff, bei dem abgetötete Erreger genutzt wurden. 1897 wurde er zum Komtur des Order of the Indian Empire ernannt. Von 1899 bis 1905 leitete Haffkine dann das nach ihm benannte Haffkine Institute, ein auf dem Gebiet der Pestilenz-Bakteriologie tätiges Laboratorium in Bombay.
Ebenfalls ihm zu Ehren ist die Gattung Khawkinea benannt.

### Engagement gegen Pogrome
Haffkine war fünf Jahre vor Beendigung seines Studiums Mitglied einer örtlichen Verteidigungsliga, die den Kampf gegen Pogrome aufnahm. Die Verteidigungsliga versuchte, die russischen Armeekadetten daran zu hindern, das Haus eines jüdischen Mannes zu zerstören. Haffkine wurde geschlagen und verhaftet, aber schließlich freigelassen. Er hatte wegen dieses Engagements gegen Pogrome politische Schwierigkeiten.

## Veröffentlichungen (Auswahl)
- Le Cholera asiatique chez le Cobaye. In: Compt. Rend. Soc. de Biol. Band 9, 1892, S. 635–637 (französisch).
- Inoculations de vaccins anti-choleriques a l’homme. In: Compt. Rend. Soc. de Biol. Band 9, 1892, S. 740 (französisch).
- Protective inoculation against cholera. Thacker, Spink, Calcutta, London 1913 (wellcomecollection.org).
- Remarks on the plague prophylactic fluid. In: British Medical Journal. Band 1, 1897, S. 1461 (wellcomecollection.org).